# Dębska Kuźnia (przystanek kolejowy)
Dębska Kuźnia (dodatkowa nazwa w j. niem. Dembiohammer) – przystanek kolejowy w Dębskiej Kuźni, w województwie opolskim, w Polsce. Na stacji znajduje się jeden peron z jedną krawędzią, budynek stacyjny nie jest obecnie wykorzystywany do pierwotnych celów.
Od października 2012 roku na przystanku znajdują się dwujęzyczne tablice z nazwą stacji (miejscowości) – w języku polskim i niemieckim.

## Ruch pasażerski
| Rok  | Wymiana pasażerska na dobę |
| ---- | -------------------------- |
| 2017 | 20-49                      |
| 2022 | 50-99                      |